# Moorilla Hobart International 2008
Il Moorilla Hobart International 2008 è stato un torneo di tennis giocato sul cemento.
È stata la 15ª edizione del Moorilla Hobart International, che fa parte della categoria Tier IV nell'ambito del WTA Tour 2008.
Si è giocato al Hobart International Tennis Centre di Hobart in Australia,dal 6 all'11 gennaio 2008.

## Campioni

### Singolare
Eléni Daniilídou ha battuto in finale  Vera Zvonarëva, walkover

### Doppio
Anabel Medina Garrigues /  Virginia Ruano Pascual hanno battuto in finale  Eléni Daniilídou /  Jasmin Wöhr con il punteggio di 6–2, 6–4